# Dezesseis de Novembro
Dezesseis de Novembro este un oraș în Rio Grande do Sul (RS), Brazilia.